# صاریغ شانه‌سیاه
صاریغ شانه‌سیاه (نام علمی: Caluromysiops irrupta) نام یک گونه از تیره صاریغ است.